# آئوگاشیما (جزیره)
آئوگاشیما (به ژاپنی: 青ヶ島村 Aogashima) در قسمت جنوبی جزایر ایزو واقع شده‌است. این جزیره یکی از روستاهای متعلق به توکیو است. در بین جزایر مسکونی ایزو این جزیره، در جنوبی‌ترین ناحیه واقع شده‌است و از نظر تقسیمات کشوری کم‌جمعیت‌ترین منطقهٔ اداری ژاپن شمرده می‌شود.
در سال ۲۰۱۰ میلادی در این جزیره ۲۰۱ نفر ساکن بوده‌اند که نسبت به سال‌های قبل کاهش جمعیت را نشان می‌دهد. از مهم‌ترین محصولات این جزیره گاو و شیر گاو است. سواحل این جزیره برای ماهیگیری مناسب هستند اما بیشتر ماهیگیرانی که با کشتی تفریحی از جزیره هاچیجوجیما به این سواحل می‌آیند به جزیره وارد نشده و باهمان کشتی برمی‌گردند. در داخل جزیره یک مدرسه ابتدایی و راهنمایی وجود دارد.